# 蜀之盟
蜀之盟，發生於前589年（周定王十八年、鲁成公二年、楚共王二年、秦桓公十五年、齐顷公十年、卫穆公十一年、宋文公二十二年、郑灵公十六年、陈成公十年、蔡景侯三年、邾定公二十五年、许灵公三年、曹宣公六年、晋景公十一年），楚共王在蜀（在今山东省泰安市西）会盟秦、鲁、宋、陈、蔡、卫、郑、齐、曹、许、邾、薛、鄫十四国，是春秋时期楚国霸业的巅峰。
楚庄王死后二年，前589年冬季，楚军進攻卫国，就乘机在蜀地进攻鲁国。鲁国派臧宣叔去到楚军中求和。楚军进攻到达阳桥，孟献子请求前去送给楚军木工、缝工、织工各一百人，公衡作为人质，请求结盟。楚国人答应讲和。十一月，楚国公子婴齐、鲁成公、蔡景侯、许灵公、秦国右大夫说、宋国华元、陈国公孙宁、卫国孙良夫、郑国公子去疾和齐国大夫、曹宣公、邾定公、薛国、鄫国在蜀地结盟。《春秋经》作“丙申，公及楚人、秦人、宋人、陈人、卫人、郑人、齐人、曹人、邾人、薛人、鄫人盟于蜀”，没有记载卿的名字，是由于鲁国畏惧晋国而偷偷和楚国结盟，结盟缺乏诚意。蔡景侯、许灵公乘坐了楚国的战车，失去了身份，《春秋》没有记载蔡国、许国两国。